# Consejería para la Transición Ecológica y Sostenibilidad de la Junta de Extremadura
La Consejería para la Transición Ecológica y Sostenibilidad es una consejería que forma parte de la Junta de Extremadura. Su actual consejera y máximo responsable es Olga García García. Esta consejería ejerce las competencias autonómicas en materia de infraestructuras hidráulicas, industria, energía y minas, así como las competencias en materia de conservación de la naturaleza y áreas protegidas y evaluación y protección ambiental.

## Estructura Orgánica
- Consejera: Olga García García
  - Secretaría General
  - Dirección General de Industria, Energía y Minas
  - Dirección General de Sostenibilidad
  - Dirección General de Planificación e Infraestructuras Hidráulicas